# ГАЕС Xianju
ГАЕС Xianju (仙居抽水蓄能电站) — гідроакумулювальна електростанція на сході Китаю у провінції Чжецзян. Резервуари станції створені у сточищі річки Lingjiang, яка впадає до Східнокитайського моря в місті Тайчжоу.
Як нижній резервуар станції використали водосховище, споруджене у 2003 році на  Yong'an (права твірна Lingjiang) за допомогою бетонної аркової греблі висотою 64 метри та довжиною 274 метри. Ця водойма має об'єм у 106,9 млн м3 (корисний об'єму 92,6 млн м3) та припустиме коливання рівня поверхні в операційному режимі між позначками 181 та 208 метрів НРМ (під час повені рівень може зростати до 213,9 метра НРМ, а об'єм — до 135 млн м3). При греблі сховища працює мала ГЕС потужністю 16 МВт.
Верхній резервуар станції створили висотах правобережжя Yong'an. Тут спорудили дві кам'яно-накидні греблі із бетонним облицюванням — одну висотою 88 метрів і довжиною 267 метрів та другу висотою 60 метрів і довжиною 222 метри. Разом вони утримують водойму із площею поверхні 1,21 км2, об'ємом 11,3 млн м3 (корисний об'єм 9,1 млн м3) та коливанням рівня поверхні в операційному режимі між позначками 631 та 671 метр НРМ.
Між резервуарами, розташованими на відстані понад 1,6 км один від одного, знаходиться машинний зал станції. Її основне обладнання становлять чотири оборотні турбіни типу Френсіс потужністю по 375 МВт, які використовують напір у 447 метрів та мають проєктний  виробіток 2513 млн кВт·год електроенергії на рік при споживанні 3263 млн кВт·год.